# Coppa Sabatini 1989
La Coppa Sabatini 1989, trentasettesima edizione della corsa, si svolse il 4 ottobre 1989 su un percorso di 225 km. La vittoria fu appannaggio dell'italiano Maurizio Fondriest, che completò il percorso in 5h53'00", precedendo il connazionale Antonio Fanelli e lo svizzero Jürg Bruggmann.

## Ordine d'arrivo (Top 10)
| Pos. | Corridore            | Squadra                       | Tempo    |
| ---- | -------------------- | ----------------------------- | -------- |
| 1    | Maurizio Fondriest   | Del Tongo                     | 5h53'00" |
| 2    | Antonio Fanelli      | Polli-Mobiexport-Fanini       | s.t.     |
| 3    | Jürg Bruggmann       | Frank-Toyo-Magniflex          | s.t.     |
| 4    | Rolf Sørensen        | Ariostea                      | s.t.     |
| 5    | Jean-Claude Leclercq | Helvetia-La Suisse            | s.t.     |
| 6    | Franco Ballerini     | Malvor-Sidi                   | s.t.     |
| 7    | Pëtr Ugrjumov        | Alfa Lum                      | s.t.     |
| 8    | Enrico Galleschi     | Pepsi Cola-Alba Cucine-Fanini | s.t.     |
| 9    | Gianluca Pierobon    | Atala-Ofmega                  | s.t.     |
| 10   | Marco Vitali         | Atala-Ofmega                  | s.t.     |